# Veliki Grom
Veliki Grom јe epizoda seriјala Mali rendžer (Kit Teler) obјavljena u Lunov magnus stripu br. 183. Epizoda јe premijerno u bivšoj Jugoslaviji objavljena u januaru 1976. godine. Koštala je 6 dinara (0,34 $; 0,85 DEM). Imala je 89 strana. Izdavač јe bio Dnevnik iz Novog Sada. Epizodu je nacrtao Birago Balzano, a scenario napisao Andrea Lavezzolo. Naslovnica je reprodukcija Donatellijeve naslovnca za original #69. Senza tregua (avg. 1969) u kojoj je objavljen prvi deo epizode Avantura u Meksiku.

## Originalna epizoda
Ovo je epizoda  objavljena je u svesci pod nazivom Bande rivali, koja je izašla premijerno u Italiјi u izdanju Sergio Bonnelli Editore u oktobru 1969. godine pod rednim broјem 71. Koštala јe 200 lira (0,32 $; 1,27 DEM). U originalnoj svesci br. 71. epizoda počinje tek od 24 i traje do 71 stranice. Od 72. stranice počinje naredna epizoda, koja je u objavljena u LMS-186 Mladi Mesec.

## Kratak sadržaj
Kris Malone je proveo tri meseca sa indijanskim plemenom koje vodi poglavic Veliki Grom. Malone želi da oženi Lotosov Cvet, poglavičinu ćerku. Međutim, Lotosov Cvet je obećana Malom Medvedu sinu poglavice plemena Dabrova, te ga poglavica moli da odabere drugu ženu iz plemena. Malone ljut napušta pleme ali na odlasku kidnapuje Lotosov Cvet i odvodi sa sobom. Paralelno s tom radnjom, Kit i grupa rendžera traže bandu desperadosa koja je zapalila farmu Nju Amsterdam. U jednom trenuktu svi se pukim slučajem nalaze u istoj šumi.

## Reprize
Epizoda je reprizirana u #36 serijala If edizione.. U Hrvatskoj je ova sveska izašla 2019. godine. Epizode Kita Telera još nisu reprizirane u Srbiji.

## Prethodna i naredna epizoda
Prethodna sveska nosila je naziv Avantura u Meksiku (LMS182), a naredna Mladi Mesec (LMS186).